# Paulette Brupbacher
Pour les articles homonymes, voir Brupbacher.
Paulette Brupbacher, née Paulette Raygrodsky le 16 janvier 1880 à Pelta (Russie, aujourd'hui Biélorussie) et morte le 31 décembre 1967 à Unterendingen près de Zurich, est une médecin et féministe libertaire.
Néomalthusienne, elle s'engage dans la lutte pour la contraception et le droit à l'avortement.
Elle est la deuxième femme de Fritz Brupbacher qui préface sa traduction du russe en français de la Confession de Mikhaïl Bakounine, publiée à Paris en 1932. Elle fréquente James Guillaume et Pierre Kropotkine.

## Biographie

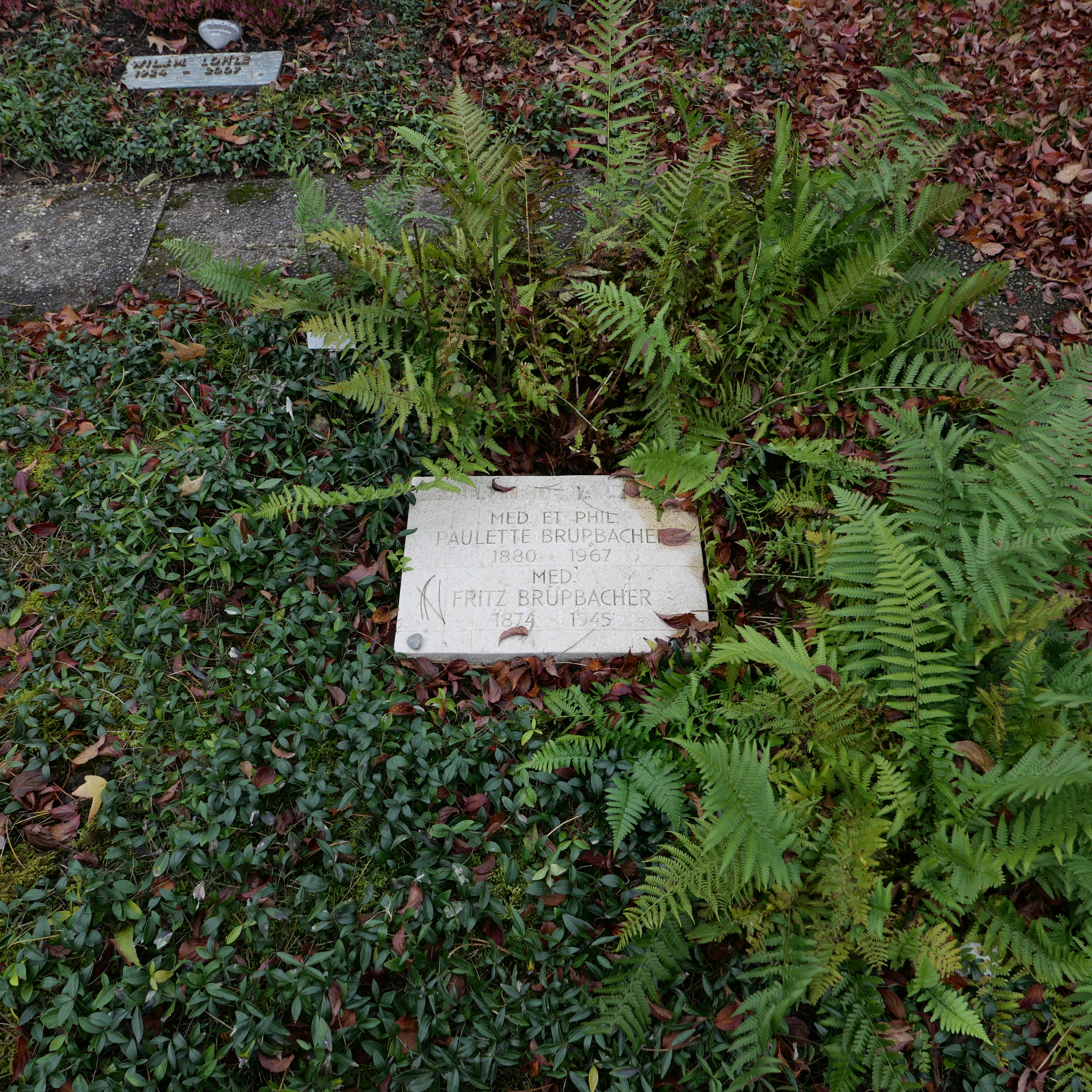
l'urne funéraire de Paulette et Fritz Brupbacher au cimetière du Hönggerberg à Zurich. La pierre tombale porte l'inscription : « MÉDECINS DES PAUVRES ».

En 1903, elle effectue des études de lettres à Berne. Elle étudie la médecine à Genève et elle obtient son doctorat en 1907. Elle s'installe à Zurich en 1923 où elle ouvre un cabinet avec son second mari Fritz Brupbacher. Liant activité médicale et engagement politique, elle lutte pour la liberté sexuelle, la contraception, le droit à l'avortement  et l'émancipation des femmes.
En septembre 1948, elle publie un article dans La Révolution prolétarienne, La littérature russe d’aujourd’hui, dénonçant la servilité des écrivains russes envers le régime stalinien. Ennemie de tous les conformismes et de toutes les disciplines partisanes, elle est l'auteure de plusieurs ouvrages dont Rationalisierung und Hygiene (1932), Sexualfrage und Geburtenregelung (1936) ou Rebeverbot in den Kantonen Solothurn und Glarus (1935). En 1952, elle se rend dans un kibboutz à Tel Aviv et rédige Meine Patientinnen (1953) et Hygiene für Jedermann (1955).

## Œuvres
(disponible en français)

### Traductions
- Mikhaïl Bakounine, Confession, introduction de Fritz Brupbacher et des annotations de Max Nettlau, Paris, Rieder, 1932, (BNF 31010230).
- Mikhaïl Bakounine, Confession, avant-propos de Boris Souvarine, introduction de Fritz Brupbacher et des annotations de Max Nettlau, Paris, Presses universitaires de France, 1974, (BNF 35227824)[2].
- Mikhaïl Bakounine, Confession, préface de Franck L'Huillier, introduction de Fritz Brupbacher et des annotations de Max Nettlau, Paris, L'Harmattan, 2001, (BNF 38827348).